# Kaszás Ildikó
Kaszás Ildikó (Budapest, 1941. január 3. – 2024. január) magyar balett-táncos, koreográfus asszisztens, a Magyar Állami Operaház örökös tagja, érdemes művész. A Magyar Táncművészeti Egyetem címzetes tanára. Testvérei Annamária (1936) és Mihály (1943, Nemzeti Filharmonikusok) vezető timpanista.

## Pályafutása
Az Állami Balettintézet (tanárai: Szalay Karola, Merényi Zsuzsa) elvégzése után 1958-ban felvételt nyert a Magyar Állami Operaházba, amelynek 2002-ben örökös tagja lett. 1971-től az Operaház magántáncosa volt. Az 1965-ös Várnai Nemzetközi Balettversenyen harmadik helyezettje.
Pályafutása során – főként Seregi László – munkatársaként koreográfus asszisztensként és tanárként dolgozott. Többek között részt vett a Madách Színház 1983. március 25-én nagy sikerrel bemutatott Macskák, és Az Operaház fantomja című darabok színpadra állításában, mint koreográfus-munkatárs.  Világszerte több darab betanításában vett részt.(Spartacus, A csodálatos mandarin, Sylvia, Rómeó és Júlia). Asszisztensként dolgozott az 1964-ben bemutatott Az életbe táncoltatott lány című filmnél.
2013-tól a Magyar Táncművészeti Egyetem címzetes egyetemi tanára.
Több nemzetközi színpadon is fellépett, vendégszerepelt többek között Japánban, Olaszországban, Spanyolországban, Kanadában, Tajvanon, Finnországban, Ausztriában, Németországban, Mexikóban, Dél Koreában, Hong Kongban, Londonban és Párizsban is.
Japánban öt évig tanított: Minoru Ochi balettiskolájában, (Ochi International Ballet Academy) Nagoya-ban
Kimagasló művészi tevékenységét érdemes művész címmel, és a Magyar Érdemrend több fokozatával is ismerték el.

## Főbb szerepei
- Balerina (Sztravinszkij-Fokin: Petruska)
- Giselle (Adam-Lavrovszkij)
- Színésznő (Aszafjev-Vojnonen: Párizs lángjai)
- Királykisasszony (Bartók-Seregi: A fából faragott királyfi)
- Lucile Grahn (Dolin: Pas de quatre)
- Florina (Csajkovszkij-Petipa-Guszev: Csipkerózsika)
- Lise (Hérold-Ashton: A rosszul őrzött lány)
- Keringő, mazurka (Chopin-Fokin: Chopiniana)
- Pas de trois, tarantella (Csajkovszkij-Ivanov-Petipa-Nesszerer: A hattyúk tava)
- Júlia ( Hacsaturján-Seregi: Spartacus)
- Rózsika (Farkas-Harangozó: Furfangos diákok)
- Mária (Aszafjev-Zaharov: A bahcsiszeráji szökőkút)
- Air (Bach-Seregi)

## Díjai
- Munka Érdemrend ezüst fokozata (1981)
- Érdemes művész (1986)
- A Magyar Köztársasági Érdemrend tisztikeresztje (1998)
- A Magyar Állami Operaház örökös tagja (2002)
- A Magyar Érdemrend középkeresztje (2014)

## Külső hivatkozások
- Magyar színházművészeti lexikon. Főszerk. Székely György. Budapest: Akadémiai. 1994.  ISBN 963-05-6635-4
- Kaszás Ildikó a PORT.hu-n (magyarul)
- Adatlapja az Operaház honlapján Archiválva 2017. július 14-i dátummal a Wayback Machine-ben
- Kaszás Ildikó balettmestert köszöntöttük operaházi tagságának 50. évfordulója alkalmából (opera.hu) Archiválva 2018. június 8-i dátummal a Wayback Machine-ben
- Ildikó ötven éve dolgozik az Operaházban - felköszöntötték (propeller.hu)